# Ryosuke Irie
Ryosuke Irie (入江 陵介, Irie Ryōsuke, Osaka, 24 de janeiro de 1990) é um nadador japonês, especialista no nado costas.
Ganhou uma medalha de ouro nos Jogos Asiáticos de 2006 e três ouros na Universíada de 2009.
Com 18 anos participou das Olimpíadas de Pequim em 2008, ficando em quinto lugar nos 200 metros costas.
Bateu o recorde mundial dos 200 metros costas em 10 de maio de 2009, com 1m51s86, mas o recorde foi anulado pela FINA pelo uso de traje ainda não autorizado que posteriormente viria a ser banido.
É o atual detentor do recorde asiático dos 200 m costas.